# Лос Анджелис Клипърс
„Лос Анджелис Клипърс“ е професионален баскетболен отбор от Лос Анджелис, САЩ. Състезава се в НБА в Тихоокеанската дивизия на Западната Конференция. Името му означава "бързи ветроходни кораби от Лос Анджелис"

## История
Отборът е създаден в Бъфало през 1970 година. Мести се в Сан Диего през 1978 година. Остава в Лос Анджелис от 1984 година.
През сезон 2012/13 „Клипърс“ печели за първи път в историята си трофей, като завършва първи в дивизията си. В плейофите губи в първия кръг от Мемфис Гризлис с 2–4, което води до уволнението на треньора Вини Дел Негро.